# Reserva Biológica Estadual Mata Paludosa
A Reserva Biológica Estadual Mata Paludosa é uma das Unidades de Conservação do Governo do Estado do Rio Grande do Sul, Brasil.
Localizada em Itati, seus 272 ha protegem uma área de mata atlântica caracterizada pela transição entre encostas e baixadas, com trechos de mata paludosa onde vivem espécies ameaçadas como o palmito-juçara (Euterpe edulis), a gamiova (Genoma gamiova) e a guaricana (Genoma schottiana) e outras endêmicas, também ameaçadas. É a única Unidade de Conservação do governo do estado que preserva este tipo de ecossistema. Foi criada em 1998 pelo Decreto Estadual n° 38.972. e ampliada pelo Decreto Estadual  n° 49.578, de 13 de setembro de 2012. 